# Liviu
Liviu ist ein rumänischer männlicher Vorname, abgeleitet vom lateinischen Livius.

## Namensträger
- Liviu Antal (* 1989), rumänischer Fußballspieler
- Liviu Băjenaru (* 1983), rumänischer Fußballspieler
- Liviu Călin (* 1953), rumänischer Basketballtrainer
- Liviu Ciobotariu (* 1971), rumänischer Fußballspieler und -trainer
- Liviu Ciulei (1923–2011), rumänischer Schauspieler, Regisseur, Bühnenbildner und Theaterleiter
- Liviu Comes (1918–2004), rumänischer Komponist
- Liviu Constantinescu (1914–1997), rumänischer Geophysiker
- Liviu Croitoru (* 1987), moldauischer Sommerbiathlet
- Ovidiu Liviu Dănănae (* 1985), rumänischer Fußballspieler
- Liviu Dănceanu (1954–2017), rumänischer Komponist
- Liviu Dragnea (* 1962), rumänischer Politiker
- Liviu Dubălari (* 1996), moldauischer Biathlet und Skilangläufer
- Liviu Ganea (* 1988), rumänischer Fußballspieler
- Liviu Ianoș (* 1968), rumänischer Handballtorwart und Handballtrainer
- Liviu Librescu (1930–2007), rumänisch-israelisch-US-amerikanischer Ingenieur und Hochschullehrer
- Titu Liviu Maiorescu (1840–1917), rumänischer Rechtsanwalt, Schriftsteller, Philosoph und Politiker
- Liviu-Dieter Nisipeanu (* 1976), rumänischer Schachspieler
- Liviu Rebreanu (1885–1944), rumänischer Schriftsteller, Dramatiker und Journalist